# لورنسو د ساوالا

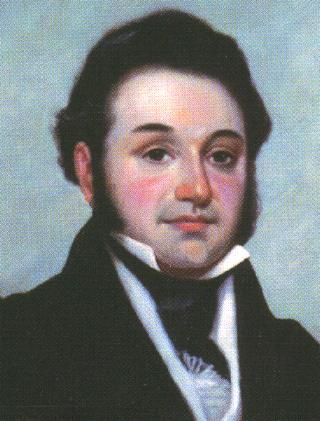

لورنسو د ساوالا یا لورنزو د زاوالا (به اسپانیایی: Lorenzo de Zavala) متولد ۱۷۸۸–۱۸۳۶، سیاست‌مدار نابغه مکزیکی بود که علیه حکومت ژنرال سانتا آنا به استقلال طلبان تگزاسی پیوست و در تشکیل جمهوری تگزاس نقش ایفا کرد.
او سابقاً مدتی بعنوان فرستاده دیپلماتیک کشور مکزیک در فرانسه خدمت نمود. او دو مرتبه توسط مکزیک به زندان انداخته شد، و در زندان به طبابت روی آورد.
دزاوالا در نوشتن متن استقلال جمهوری تگزاس شرکت نمود، و آن را امضا نموده، و به اسپانیایی ترجمه کرد.
کتابخانه و آرشیو ایالتی لورنزو دی زاوالا در آستین تگزاس به افتخار او نامگذاری شده است.